# Bölön
Bölön (románul Belin, németül Blumendorf, korábban Böllen) falu Romániában Kovászna megyében, Erdővidéken. Nagy- és Kisbölön összeolvadásából, valamint a Korlát-patak völgyében fekvő Kircz falu csatlakozásából keletkezett. Hozzá tartozik Bölönpatak is.

## Fekvése
Sepsiszentgyörgytől 35 km-re (légvonalban 20 km-re) északnyugatra a Baróti-hegység nyugati előterében az Oltba ömlő Bölön-patak mellett fekszik.

## Története
Területe ősidők óta lakott, 1885-ben Lügetárnyék nevű határrészén bronzkori leletek kerültek elő. 1334-ben Belen alakban említik először. A településnek egykor a mainál sokkal nagyobb jelentősége volt, Izabella királynétól szabadalmakat és vásárjogot nyert. Bölönről az első írásos emlékünk 1332-ből származik. A 16. században Bölön a vidék legnagyobb települése volt. Az 1567-es összeírás szerint 130 kapujával nagyobb, mint a 125 kaput számláló Marosvásárhely, a 60 kaput számláló Kézdivásárhely, a 63 kaput számláló Sepsiszentgyörgy, és a csak 54 kaput számláló Székelyudvarhely.
A Paphegyen álló vártemplom eredete a 14. századig nyúl vissza. Az impozáns várfalakkal és saroktornyokkal övezett régi vártemplom 1612-ben kiállta a brassói bíró seregének ostromát. A középkori templom helyére 1893–94-ben új – a környék templomait tekintve szinte székesegyház méretű – keleti stílusú templomot emeltek a Törökországot bejáró Pákey Lajos tervei alapján, mely messze kimagaslik a vidéken. Innen is az elnevezés, hogy Bölön az unitáriusok Rómája. Az erődöt 1940-ben a földrengés nagyon megrongálta.
1880-ban 2419, 1910-ben 2354, túlnyomórészt magyar lakosa volt. A trianoni békeszerződésig Háromszék vármegye Miklósvári járásához tartozott. 1992-ben 1482 lakosából 1269 magyar, 198 román, 12 cigány, 2 német volt.
A többségében szabadokból álló feluközösségben viszonylag nagy számú nemesi réteget találunk a 17-18. században.
1602-ben az 59 családból egy volt nemes , 9 lófő, 5 darabont ( fejedelmi katona ) és 44 kisnemes. Bölön ősi családjait az 1602-es konszkripció irta össze : Illyési, Süke,Bene,Bakó, Nagy,András, Sikó, Gál,Ferenci, Benkő, Szász, Kovacs, Mikó, Hegyi,Czirjék, Bogár, Kerekes, Pálfi, Tőkés, Kisgyörgy,Zomer
Bölön nemes családjai az 1713-as összeírás szerint: Agyagási Benedek (1630), Biró, Máthé, Domokos, Ferencz, Gazdagh, Kisgyörgy, Kováts, Nagy, Nemes, Rácz, Sikó, Szennyes, Takó, Tana, Vajda.
Lófő családok 1713-ban: Domokos, Toroczkai, Szabó, Budai, Kandal, Ferenczy, Nagy, Kelemen, Kósa, Küs, Mikó, Tót, Tökös, Farkas, Szomor, Sikó, Silló, Kisgyörgy, Botos, Szűcs, Rácz, Varga, Incze.
Darabontok 1713-ban: Kelemen, Bogos, Veres, Török, Botos, Tökös, Sigmond, Tatár, Akatius, Csács, Ferencz, Baczoni, Gáspár, Ilyés, Székely, nagy, Mikó, Kandal, Sikó, Szomor, Dési, Kecskés, Bogár, Deési, Bene, Thomori, Bogár, Bod, Kerekes, Pál.

## Látnivalók

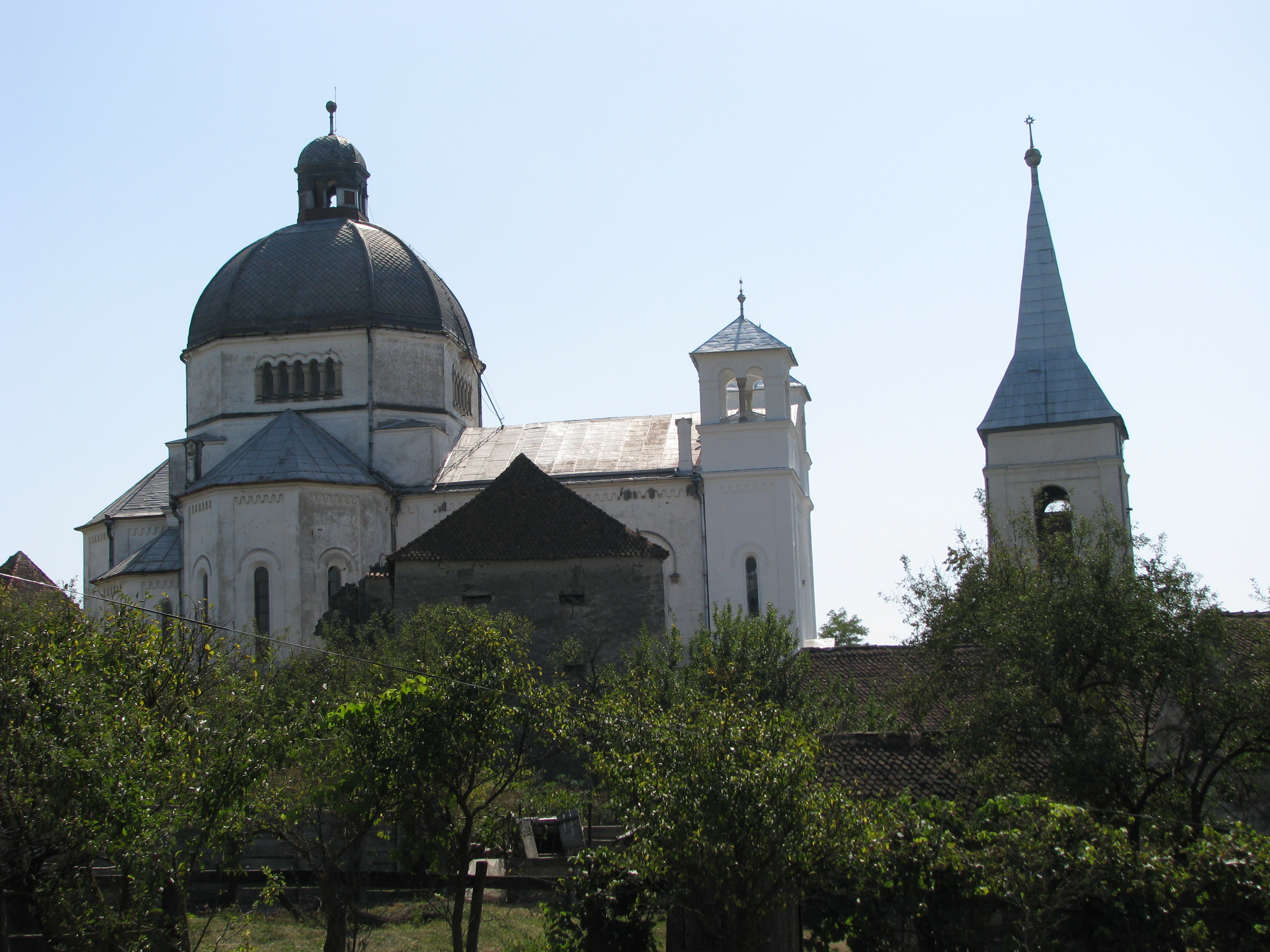
Unitárius templom

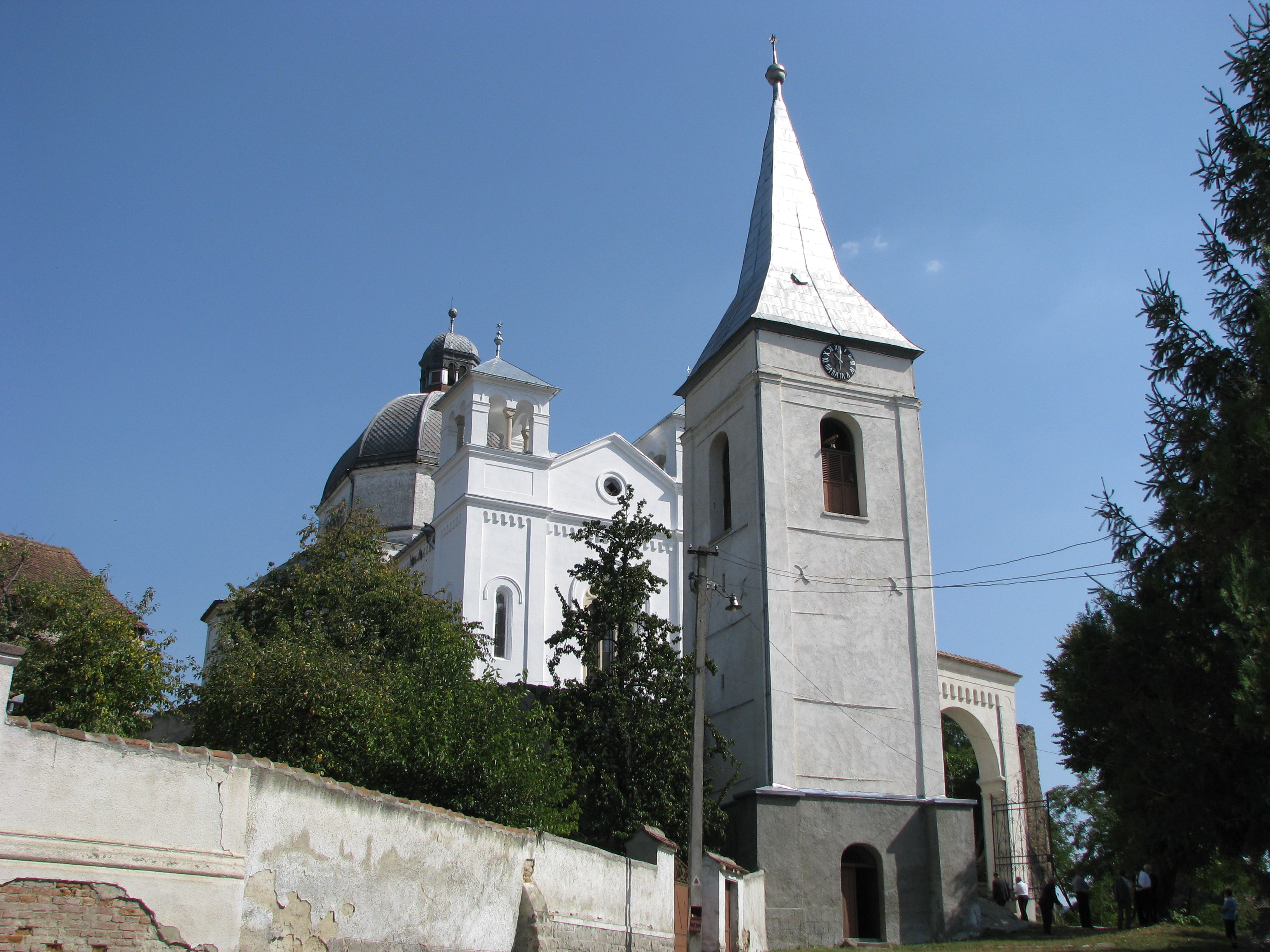
Unitárius templom harangtornya

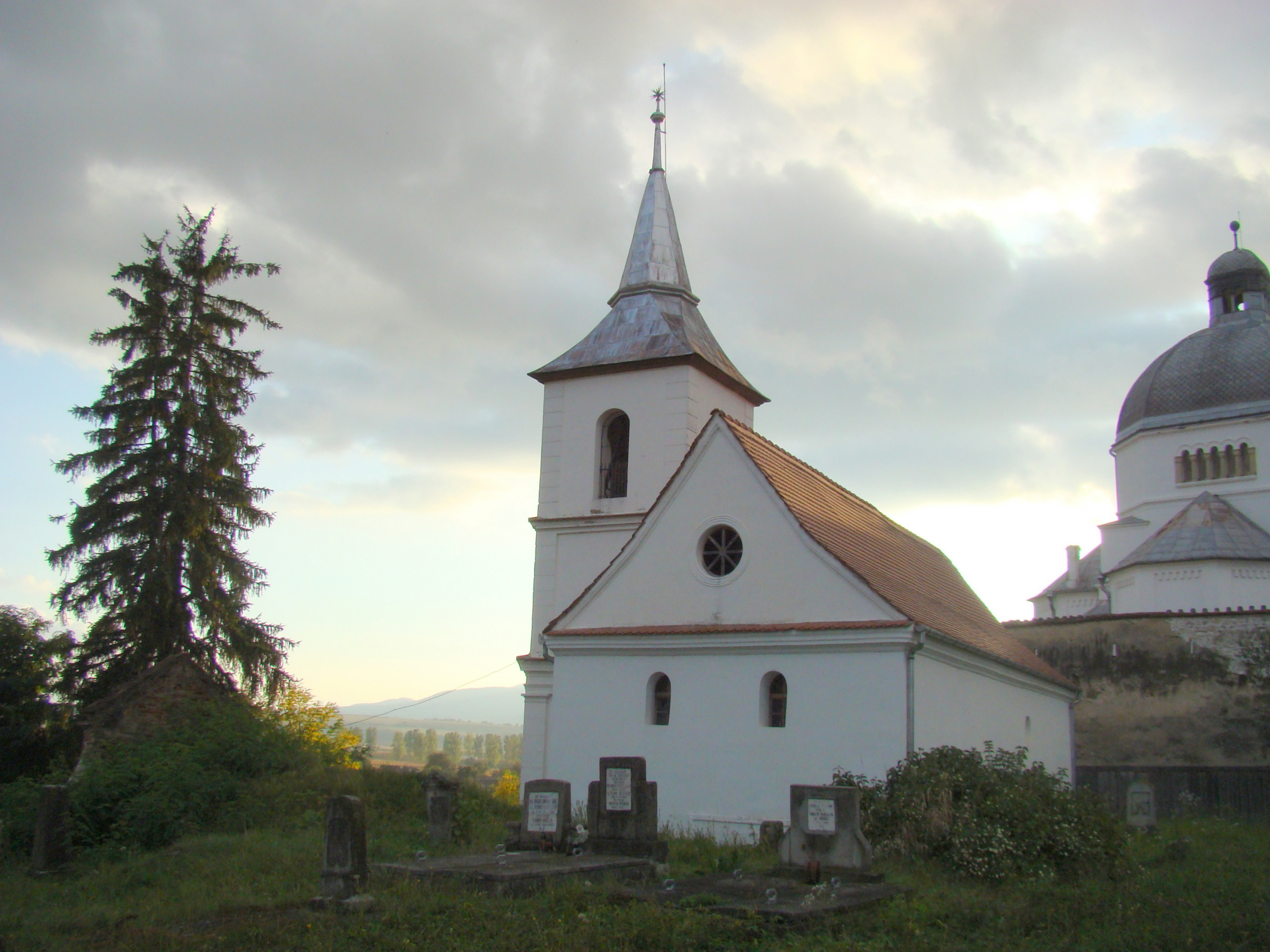
Református templom

- Unitárius erődített temploma 1893-ban épült, a 15. századi templom 1720-ban leégett maradványainak felhasználásával, jelentős a 17. század elején épített négy saroktoronnyal megerősített erődfal veszi körül. Elődje valószínűleg egy román kori templom lehetett, amely Szent Katalinnak volt szentelve.
- Református temploma 1768-ban épült és két harangja van, 
  - a nagyobb tömege: 800 kg, melyen ez a felirat áll: A BÖLÖNI HIVEK / AJÁNDÉKÁBÓL VETETETT / AZ ISTENNEK / DICSOSSÉGÉRE / AZ 1927-IK ÉVBEN. Másik oldalán: RECITA felirattal, feltehetően: Resita (Resicabánya).
  - A kis harang, mely 420 kg G-hangú, melyen ez áll: ISTEN DICSOSÉGÉRE / A BÖLÖNI REF.EGYHÁZ RÉSZÉRE / ÖNTÖTTE / HÖNIG FRIGYES / ARADON / 1911. Hátán Magyarország Koronás címere.
- Ortodox temploma 1776-ban épült.[2]
- Katolikus Szent Katalin-kápolna.
- Erzsébet királyné mellszobra.
- A Biró család tulajdonában lévő Dónáth-kúria a 18. században épült.
- A falutól 2 óra járásra a Kollát patak és a Hajdinárom árka találkozása feletti hegyfokon egykor vár állt, de már nyoma sem látszik.
- Határában több borvízforrás fakad, híresek a zúgói, a farkaslaki borvizek, valamint a Korlát-patak völgyében feltörő kénes Kénosi borvíz.
- A Sóspatakban sósborvizek vannak.
- A Bogos szántóföld felett az 1890-es években kénes fürdőt rendeztek be, amelyet 2016-ban a Székelyföldi Fürdő- és Közösségépítő Kaláka program keretében felújítottak.
- „A Borviz Útja” nevű, a Phare program keretében megvalósított Bölöni Fürdő / Rekreációs Központ.
- Bölöni temető[halott link]

## Híres emberek

Bölöni Farkas Sándor szobra a bölöni unitárius templom előtt

- Itt született 1795. január 15-én Bölöni Farkas Sándor utazó és emlékíró, szobra az erődítmény nyugati oldalán van, közelében áll emléktáblával megjelölt szülőháza.
- Itt született 1871. május 20-án Tóth György jogász, jogi szakíró.
- Itt született 1923-ban dr. Albert Zsigmond belgyógyász, osztályvezető főorvos.
- Itt született 1934. június 15-én Vajda Gyula sinológus, lapszerkesztő.
- A bölöni Bedő család tagja volt Bedő Pál (1650-1690) unitárius püspök.[3]
- Innen származik Bölöni Sikó Miklós festő (Septér, 1818 – Marosvásárhely, 1900. május)[4]
- Innen származik Agyagási Mihály volt somosdi ref. lelkész (1821–1858) /Agyagási de Bölön/  Agyagási Benedeknek (1630) leszármazottja.
- Innen származik Albert Álmos erdélyi magyar politikus, Sepsiszentgyörgy volt polgármestere, háromszéki szenátor.

## Testvértelepülések
- Budapest XX. kerülete, Magyarország
- Szigetújfalu, Magyarország

A következő községekkel pedig szoros kapcsolatot ápol
- Tápiószentmárton, Pest vármegye, Magyarország
- Nemesócsa, Felvidék